# Tibouchinopsis mirabilis
Tibouchinopsis mirabilis är en tvåhjärtbladig växtart som beskrevs av Alexander Curt Brade och Markgr.. Tibouchinopsis mirabilis ingår i släktet Tibouchinopsis och familjen Melastomataceae. Inga underarter finns listade i Catalogue of Life.